# Børglum Kloster
Børglum Kloster (Børglum Sogn, Hjørring Kommune) er en tidligere kongsgård, kloster og hovedgård, der stammer fra begyndelsen af det 12. århundrede. Bygningen i sin nuværende form er fra ca. 1220.
Klostret ligger ca. 5 km øst for Løkken i Vendsyssel i den tidligere Løkken-Vrå Kommune.
Klostret tilhørte præmonstratenserordenen (de hvide brødre) indtil reformationen i 1536. Ved reformationen blev klostret inddraget af kronen og forlenet til adelsmænd og gejstlige. Den sidste katolske biskop var Stygge Krumpen. Senere blev klostret af Christian 4. henlagt under det nyoprettede ridderakademi i Sorø.
I 1669 blev klostret mageskiftet til kansleren Peder Reedtz.
En væsentlig ejer var justitsråd Frederik Kiærskiold, der ejede Børglum Kloster 1715-38 og var gift med Inger Pop. Han ombyggede kirken i 1722 og forsynede den med det eksisterende rokokoinventar i 1734. Parret havde kun datteren Christiane Marie Kiær de Kiærskiold (1714-1760), der først ægtede Johan Henrik Rantzau og siden Laurids de Thurah, hvorved Børglum Kloster kom i de to mænds besiddelse. De Thurah blev ejer i 1750 og foretog i årene 1750 til 1754 adskillige ændringer på bygningerne, der blev gjort mere regulære i tråd med barokstilens krav om symmetri. Samtidig lod han opføre et kostbart epitafium over sig selv i klosterkirken. Han kom dog aldrig til at hvile her, men er begravet i København.
Siden 1835 har klostret været i slægten Rottbølls eje. I parken findes en mindesten over modstandsmanden Christian Michael Rottbøll, der blev dræbt 1942. Han ligger begravet i parken.
Sankt Bodils kilde ligger lige nord for møllen ved Børglum.

## Etymologi
Børglum – 1. led olddansk burgh "borg". – 2. led olddansk *lan, oldnordisk lan, lon "husrække", beslægtet med dansk dialekt lane "åben plads mellem huse", "bar plet i ager". Her antagelig i betydningen "vej"; jf. engelsk lane "smal vej".

## Historie

### Højmiddelalder
Børglum, som ifølge en forkert fortolkning hos kanniken Ælnoth i hans Knud Konges martyrkrønike fra omkring 1120 skal have fået navn efter en dronning Burlina, som boede her, var oprindelig en kongsgård. Her opholdt kong Knud den Hellige sig i 1086, da vendelboerne gjorde oprør mod ham.
1139 omtales en biskop Self (Sylvester) som den første biskop af Børglum; hans forgænger biskop Keld (-1134) kaldtes biskop af Vestervig. Vor viden om Børglums historie i denne periode er i det hele taget usikker; muligvis er Børglum i tiden 1134-39 gået fra kronen til bispestolen i forbindelse med en flytning af bispestolen fra Vestervig til Børglum. Lige så usikkert er det, hvornår et egentligt kapitel var endeligt etableret. Det vides heller ikke, om præsterne ved stiftskirken helt fra begyndelsen har tilhørt augustinerordenen, som i Vestervig Kloster oprettede deres kloster inden præmonstratenserne, måske så tidligt som i biskop Troels' tid i 1180'erne.
Omkring 1215 har præmonstratenserklostret haft et fungerende kapitel bestående af provst og konvent; moderstiftelsen var klostret i Steinfeld i Eifel ved Rhinen i Kölns stift, og Børglum fik hurtigt stor anseelse. Biskoppen af Vendsyssel Stift valgte nu Børglum kloster til bispesæde og er muligvis flyttet ind i den tidligere kongsgård.
Konventet udgjorde selve domkapitlet, som indstillede og valgte biskoppen, forrettede gudstjenesten i kirken samt uddannede præsteelever. Formelt var biskoppen kapitlets øverste leder, mens provsten var forstander for munkene. Til hjælp havde han prioren. Munke af præmonstratenserordenen var præsteviede kanniker, således også i Børglum; provsterne var fornemme prælater, hvoraf enkelte endda sad i rigsrådet. Blandt de øvrige munke har adskillige formentlig været adelige.

### Senmiddelalder
Præmonstratenserordenens munke kaldes almindeligvis de hvide brødre; det skyldes deres dragt af hvid uld, men noget tyder på at dragtens hvide farve har været upraktisk i datidens Vendsyssel. I hvert fald giver pave Bonifacius 9. 30. maj 1403 provst og kapitel tilladelse til at ændre den hvide ordensdragt til sort, brun eller en mørk farve. Årsagen er at Børglum "ligger i en egn ved havet og derfor hyppigt er fuld af dynd og oversvømmelser". Senere, i 1422 tillades de at bære almutium (skulderkrave med hætte) og superpellicum (korunderklædning).
I 1407 20. februar bekræfter provst Jens Nielsen, at kapitlet gennem Bo Mogensen (Lang) biskop af Århus har modtaget en guldkrone besat med ædelsten fra dronning Margrete 1.

## Kirken
Børglum Klosterkirke er indviet til Jomfru Maria. Den er en del af Børglum Klosters nordfløj og kan ses viden om. Den udgøres i øst af resterne af et romansk kor og korsskæringsfag og i vest af et gotisk basilikalt skib; begge dele er kun torsoer af det storslåede oprindelige eller påtænkte anlæg. Den romanske kirke, hvoraf kun korpartiet og korsarmene færdiggjordes, er væsentligt opført af granitkvadre på profileret sokkel. Det kvadratiske kor har haft en stor apsis, der udvendig havde blændarkader på halvsøjler. I de ligeledes kvadratiske korsarme har østvæggene i hver side været gennembrudt af to bueåbninger, der har ført ind til små kapeller med alternicher, hvoraf de to kapeller nærmest koret har været to fag dybe. I nedre korsarms nordvestlige hjørne har der været en vindeltrappe. Denne meget fornemme plan synes at have været en videreudvikling af Viborg Domkirkes, og især Vestervigs. I hovedmålene stemmer den overens med Viborg Domkirke.
Trods de rent romanske stilformer kan denne storslåede kirke næppe være påbegyndt før omkring 1220, idet man næppe kan tænke sig at kirken har stået, da en børglummunk 1215 blev sendt til paven for at udvirke tilladelse til at flytte klosteret. Det kan dog ikke afvises, at en del af de i omegnen løst fundne kvadre og ornamentsten kan stamme fra en ældre kirke. En lille søjlebase (nu i Nationalmuseet) har stenmesteren signeret med sit navn "Tove", svarende til moderne "Tue". Under de urolige forhold i midten af 1200-tallet var arbejdet på kirken gået i stå, og først i århundredets slutning fik man færdiggjort skibets to fag og de fire fag i hvert af sideskibene. Fra denne byggeperiode stammer sideskibenes ydermure og de spidsbuede arkader mellem hovedskib og sideskibe samt søndre sideskibs østre og vestre hvælv. Endvidere synes man at have opført høje spidsbuede arkader mellem korsarmene og korsskæringen for at kunne dække denne med et hvælv, som omkring 1500 er ombygget da en brand eller en anden katastrofe har nødvendiggjort en fuldstændig ombygning af højkirkemurene. Samtidig blev hele kirken overhvælvet, i hovedskibet med store stjernehvælv, og måske først nu har man opført vestgavlen og affundet sig med tanken om, at skibet aldrig skulle få den projekterede længde svarende til klostergårdens udstrækning.
I reformationstiden fik kirken lov til at forfalde mere og mere, indtil Godslev Budde opnåede Frederik 2.s tilladelse til at nedrive korsarmene for at skaffe reparationsmateriale til den øvrige kirke. En sten over norddøren med Frederik 4.s spejlmonogram og årstal 1722 markerer måske bygningens sidste større rest.
Frederik Kiærskiold ombyggede kirken i 1722 og forsynede den med det eksisterende rokokoinventar i 1734. Lauritz de Thurah foretog i årene 1750 til 1754 adskillige ændringer på bygningerne og kirken, der blev gjort mere regulære i tråd med barokstilens krav om symmetri. Samtidig lod han opføre et kostbart epitafium over sig selv i klosterkirken. Han kom dog aldrig til at hvile her, men er begravet i København.
Siden da er den af skiftende ejere blevet pietetsfuldt vedligeholdt, og de af Nationalmuseet i 1862 fremgravede fundamenter af korsarme og korkapeller er nu anskueliggjort ved udlægning af gamle kvadre, hvoraf en del, der utvivlsomt stammer fra Børglum, er ført tilbage fra Godslev Buddes gård Rødslet ved Limfjorden, som blev nedrevet af tyskerne under 2. verdenskrig. Børglum Kloster har været fredet siden 1918.
I dag er klosteret indrettet som museum om stedets historie og med skiftende relevante temaudstillinger. I den permanente udstilling findes den eneste broderede kopi af Bayeuxtapetet i fuld størrelse.
Et område på 65 hektar omkring klosteret blev fredet i 1958.
Børglum Kloster Gods er på 445 hektar med Rykind

## Ejere og ansvarlige ved Børglum Kloster
- (1086-1135) Kronen
- (1135-1185) Børglum bispestol
- (1185-1536) Præmonstratenserordenen
- 1536 Kronen  (prior Niels Lauridsen)
  - 1540 lensmand Albert Andersen Skeel
  - 1557 lensmand Frands Eriksen Banner
  - 1574 lensmand Erik Nielsen Kaas
  - 1579 Lensherre Gotslaf Budde, frit på Livstid som kongelig skænk, død 1622.[7]
- 1622 Sorø Akademi
- 1623 Sorø Akademi – Just Høg (Banner)
- 1640 Sorø Akademi – Henrik Ramel
- 1649 Sorø Akademi – Falk Henriksen Gøye
- 1653 Sorø Akademi – Jørgen Rosenkrantz
- 1665 Jørgen Rosenkrantz
- (1669-1689) Peder Reedtz
- (1689-1699) Christian Reedtz
- (1699-1716) Dronning Charlotte Amalie (Kong Frederik IV)
- 1715 Prinsesse Sophie Hedevig
- 1716 Christian Georg von Møsting
- 1716 Frederik Kjær (senere Kiærskjold)
- (1719-1738) Frederik Kiær de Kiærskiold
- (1738-1740) Inger Pop gift de Kiærskiold
- (1740-1742) Christiane Marie Frederiksdatter Kiærskiold gift (1) Rantzau (2) de Thurah
- (1742-1748) Johan Henrik Rantzau
- (1748-1750) Christiane Marie Frederiksdatter Kiærskiold gift (1) Rantzau (2) de Thurah
- (1750-1756) Lauritz de Thurah
- (1756-1770) Jens de Poulson
- (1770-1801) Grev Marcus Gerhard Rosencrone
- (1801-1802) Jørgen Pedersen Quistgaard
- (1802-1804) Niels Friderichsen Hillerup / Arent Hassel Rasmussen
- 1804 Niels Friderichsen Hillerup
- 1819 Elisabeth Dyssel Jespersen
- (1835-1894) Christian Michael Rottbøll (f. 1805)
- (1894-1910) Jens Michael Rottbøll (søn)
- (1910-1928) Christian Michael Rottbøll (minister) (bror)
- (1928-1953) Henning Rottbøll (søn)
- (1953-1984) Henning Nicolay Rottbøll (søn)
- (1984-) Hans Henning Rottbøll (søn)